# Letitia Vriesde
Letitia Vriesde, född den 5 oktober 1964 i Paramaribo, är en före detta friidrottare från Surinam som tävlade i medeldistanslöpning.
Vriesde deltog vid Olympiska sommarspelen 1988 då hon blev utslagen i semifinalen på 800 meter. Hon var i final vid VM 1991 i Tokyo på 800 meter och slutade där på en femte plats. Vid samma mästerskap var hon även i final på 1 500 meter och slutade då nia.
Vid Olympiska sommarspelen 1992 tävlade hon på både 800- och 1 500 meter och blev utslagen i semifinalen båda gångerna. Efter OS har hon bara tävlat på 800 meter. 
Hennes första stora framgång var när hon blev bronmedaljör vid inomhus-VM 1995. Samma år blev hon silvermedaljör vid VM i Göteborg efter Ana Quirot på tiden 1.56,68. I hennes tredje olympiska mästerskap i Atlanta 1996 blev hon utslagen i semifinalen. 
Hon var i final vid VM 1997 och slutade då fyra på tiden 1.58,12. Vid VM 1999 blev hon utslagen redan i semifinalen och vid Olympiska sommarspelen 2000 försvann hon redan i försöken. Trots några dåliga år blev hon bronsmedaljör vid VM 2001 på tiden 1.57,35. 
Vid såväl VM 2003 som VM 2005 och vid henne femte olympiska spel 2004 blev hon utslagen i semifinalen. 
Under tävlingar 2003 blev hon diskvalificerad för höga halter av koffein men det ledde inte till någon längre avstängning. 

## Personliga rekord
- 800 meter - 1.56,68
- 1 500 meter - 4.05,67